# Sommer-Paralympics 2008/Teilnehmer (Tansania)
| stlisierte Goldmedaille | stlisierte Silbermedaille | stlisierte Bronzemedaille |
| ----------------------- | ------------------------- | ------------------------- |
| —                       | —                         | —                         |

Die Vereinigte Republik Tansania nahm mit dem Kugelstoßer Justine Ernest Nyabalale* an den Sommer-Paralympics 2008 im chinesischen Peking teil, der auch Fahnenträger beim Einzug der Mannschaft war. Im Kugelstoßen der Klasse F55/56 erreichte er im Finale den 17. Platz.
|* In der Start- und Ergebnisliste ist er als Justine Ernest aufgeführt, bei den Fahnenträgern als Ernest Nyabalale.

## Teilnehmer nach Sportart

### Leichtathletik
Männer
- Justine Ernest Nyabalale